# Bertula leucopis
Bertula leucopis là một loài bướm đêm trong họ Erebidae.